# Myotis austroriparius
Myotis austroriparius är en fladdermusart som först beskrevs av Samuel N. Rhoads 1897. Den ingår i släktet Myotis och familjen läderlappar. Inga underarter finns listade i Catalogue of Life.

## Beskrivning
Arten har tjock men ganska kort päls, som är mörkare vid hårrötterna och ljusare i spetsen. Färgen varierar från grå till klart brunorange; honorna har i regel klarare färger än hanarna. Kroppslängden, inklusive den 2,5 till 4,5 cm långa svansen, är knappt 8 till 9 cm hos hanarna, 8 till knappt 10 cm hos honorna. Underarmslängden är 3 till 4 cm, vilket ger fladdermusen en vingbredd från 24 till 27 cm. Vikten är mellan 5,1 och 6,8 g hos hanarna, samt mellan 5,2 och 8,1 g hos honorna.

## Utbredning
Denna fladdermus förekommer i sydöstra USA från Illinois och Indiana till östra Texas och centrala Florida.

## Ekologi
Habitatet utgörs främst av skogar intill floder samt av träskmarker med buskar eller träd. Jakten sker vanligen över sjöar, dammar eller över långsamt flytande vattendrag.
I den södra delen av utbredningsområdet söker individerna på vintern ofta daglega (arten är nattaktiv) över vattenytor, till exempel under broar, i vägtrummor, i båthus eller i liknande gömställen. I Florida kan den även sova i grottor under vintern.

### Vinterdvala
I norra delen av utbredningsområdet sover arten vintersömn och väljer då grottor eller utrymmen mellan byggnader där de kan sova i upp till 7 månader (från september eller oktober till februari eller mars). De sover vanligen i täta hopar med upp till 50 individer.. I områdena strax norr om Florida förekommer det att individerna går i dvala när temperaturen är låg, under 4 ºC, men vaknar igen och blir aktiva när den åter blir varmare.

### Föda och predation
Myotis austroriparius är nära knuten till vattensamlingar, eftersom de fångar sitt byte över sådana. Arten är nattaktiv, och flyger på låg höjd, vanligen under 60 cm över vattenytan, för att fånga nattflygande insekter ur ordningarna fjärilar, skalbaggar och tvåvingar.
Själv utgör arten föda åt djur som råttsnokar och majsormar, som är vanliga i grottor, nordamerikansk opossum, ugglor samt stora kackerlackor, som kan ta nerfallna, nyfödda ungar.

### Fortplantning
Inte mycket är känt om fortplantningen hos de nordliga populationerna. I Florida infaller parningstiden under mitten av februari till mitten av april. Yngelkolonier (med enbart dräktiga honor och senare ungar) börjar bildas vid mitten av mars. Dessa kolonier kan bli mycket stora, vanligen mellan 2 000 och 90 000 individer, och förläggs till grottor som är varma och som har hög luftfuktighet. Denna art är ovanlig genom att två ungar är det vanliga antalet som föds; 90 % av honorna får tvillingar. I undantagsfall kan de även få tre ungar. Ungarna är outvecklade, nakna och blinda, och väger strax över 1 g vardera. De kan flyga vid en ålder av 5 till 6 veckor, och blir könsmogna före ett års ålder.

## Bevarandestatus
IUCN kategoriserar arten globalt som livskraftig och populationen i stort är stabil. Floridapopulationen har dock minskat kraftigt sedan 1950-talet. Orsakerna är inte säkert kända, men man misstänker att mänskliga störningar, speciellt av yngelkolonier, spelar en stor roll. Dessutom har man sedan 2007 kunnat konstatera kraftiga utbrott hos andra fladdermöss i samband med övervintringen av en dödlig svampsjukdom, White nose syndrome. Man har påträffat den sjukdomsalstrande svampen (Pseudogymnoascus destructans) på denna art, men inga fall av utbruten sjukdom har ännu (2016) konstaterats.